# Bătălia de la Râmnic (1789)
Bătălia de la Râmnic a avut loc la 11/22 septembrie 1789 în Țara Românească, în apropiere de Râmnicu Sărat, sub un deal de lângă satul Căiata, la o milă de Târgu Cucului (astăzi, Dumbrăveni)” și la o milă de apa Râmnicului (de fapt, Râmna), în timpul războiului ruso-austro-turc din 1787-1792. Generalul rus Aleksandr Suvorov, acționând împreună cu generalul prinț austriac Josias de Saxa-Coburg, a atacat principala armată otomană condusă de marele vizir Cenaze Hasan Pașa. Rezultatul a fost o victorie zdrobitoare ruso-austriacă.

## Context

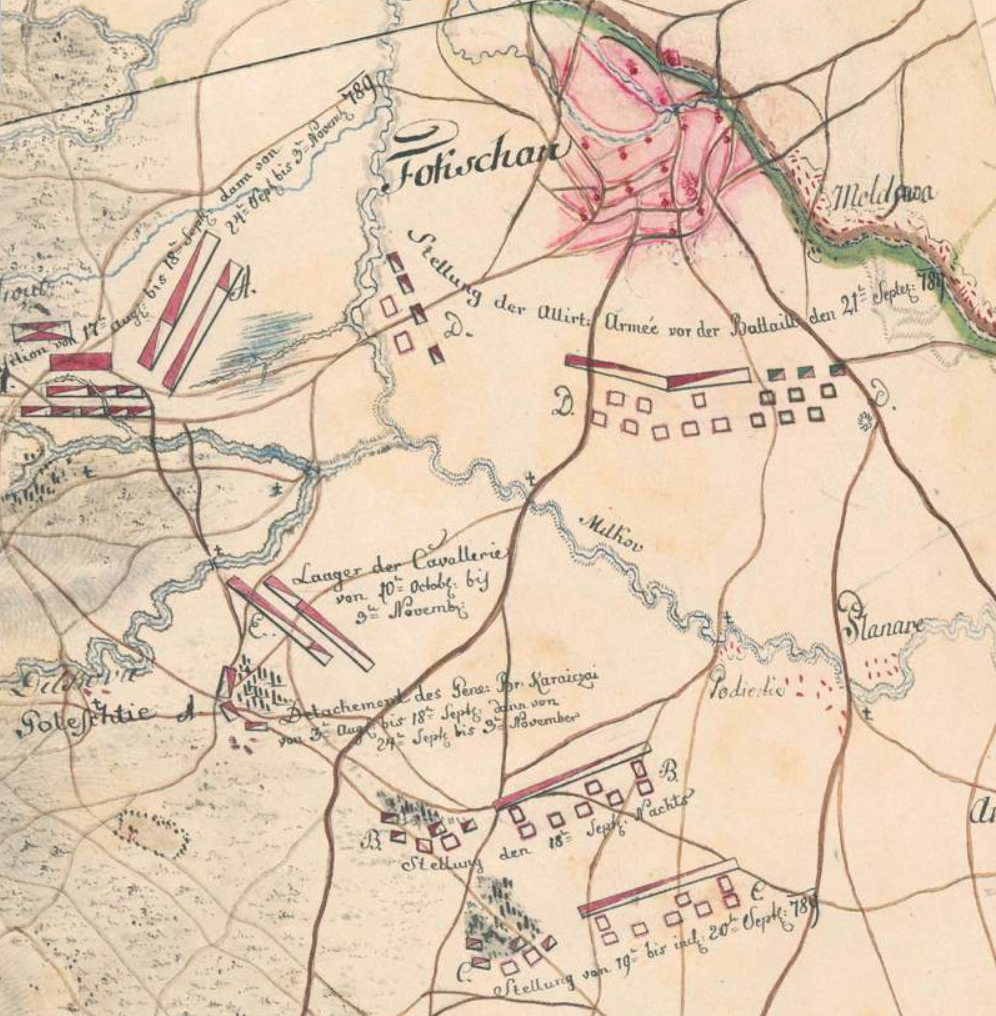
Amplasamentul trupelor austriece lângă Focșani. Cu verde trupele rusești

În septembrie 1789, marele vizir otoman Cenaze Hasan Pașa, promițând răzbunare pentru înfrângerea forțelor otomane la Focșani, a ridicat o armată de peste 100.000 de soldați, constând în cea mai mare parte din ieniceri, pentru a învinge armatele aliate austro-ruse conduse de generalii Aleksandr Suvorov și prințul Josias de Coburg. Planul marelui vizir era de a învinge separat armata austriacă la Focșani și apoi tabăra ruseasca de la Bârlad.
După trimiterea trupelor sale într-un marș de noapte istovitor, Hasan Pașa a lansat o ofensivă împotriva celor 18.000 de militari austrieci. Ținând cont de „performanțele” slabe în război ale prințului habsburg Josias de Coburg, în special după Bătălia de la Caransebeș, pașa a fost convins că el ar putea învinge ușor această forță.

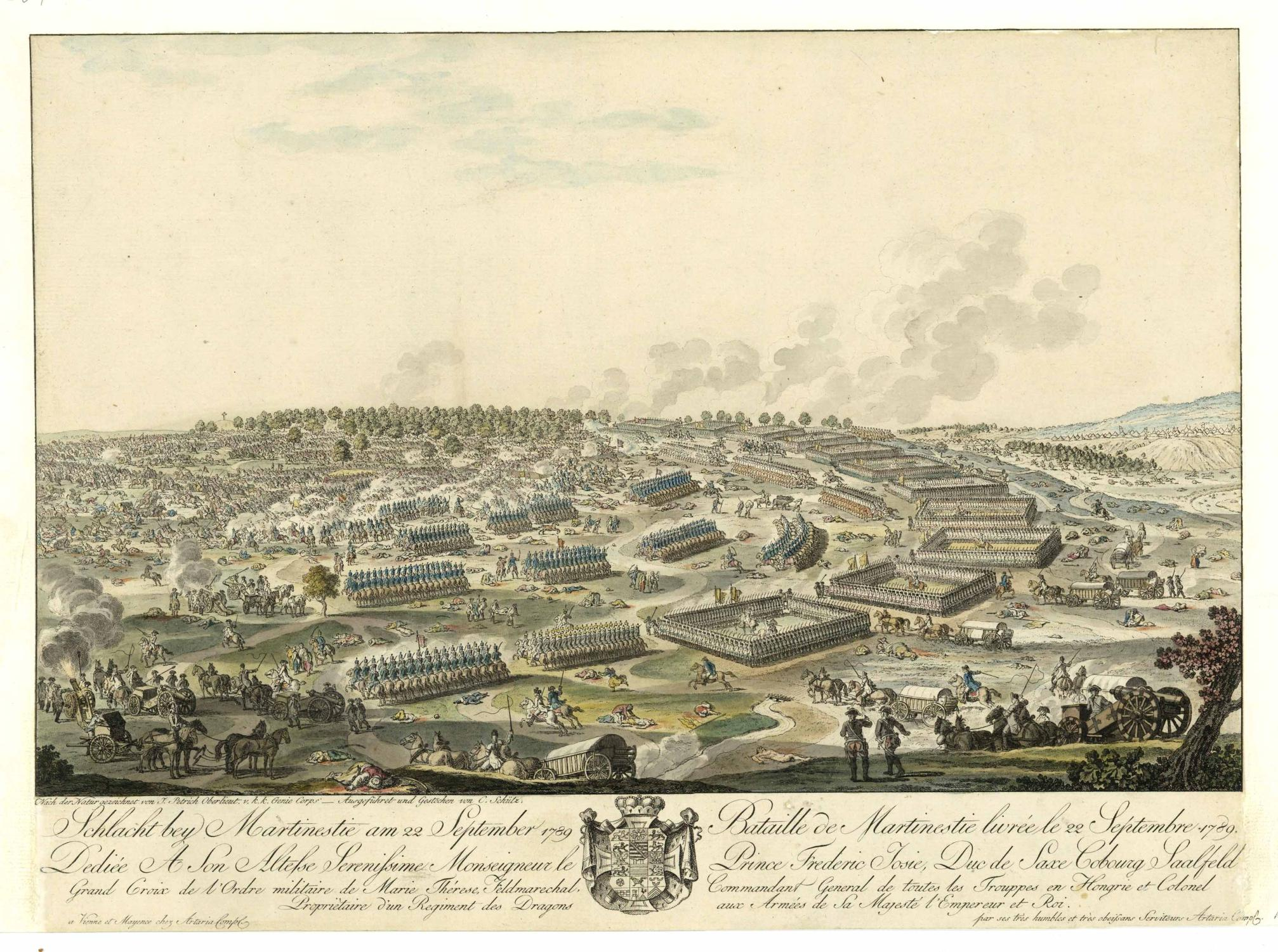
Trupele Austriece resping atacul de cavalerie de la Crângul Mieilor

În timpul războiului austro-ruso-turc (1787-1792), Țara Românească se afla sub „stăpânirea domnului Necolae Mavroghene, orânduit de împărățiia otomanicească cu mulți ostași turci asupra nemților”, avea „acia bătălie pă vârful munților” și „pă cine găsea, măcar și creștin, îl tăia, îi luoa capul și îl duce la Mavroghene”. Domnul valah răsplătea cu generozitate aceste acte de bravură ostășească, oferind „celanguri dă argint și capoate roșii”, chiar dacă printre victime erau și „dă ai noștri”.
În data de 04 septembrie ( 15 septembrie ), trupele de avangardă ale Marelui Vizir a ajuns la râul Buzău. Aflând acest lucru, comandantul corpului austriac, prințul Josias de Coburg a solicitat ajutorul detașamentului Suvorov. La ora 11 a.m., pe 7 septembrie ( 18 septembrie ), comandantul rus a primit un mesaj. Suvorov și forța lui de 7.000 de oșteni au mărșăluit în ajutorul austriecilor, pornind de la tabăra rusească din Bârlad și acoperind cei aproximativ 100 de kilometri în două zile și jumătate în condiții meteorologice nefavorabile, ajungând la tabăra de lângă Focșani înaintea turcilor. Șansele de a se reuni cu forțele austriece într-un timp așa de scurt erau reduse. 
```
Ordinul dat de mine comandanților armatei [Prințul Couburg] este să meargă acolo unde s-a concentrat inamicul, acesta este motivul pentru care generalul Suvorov este în prezent pe drum pentru a-i ajuta, dar pentru a ajunge la acesta [Couburg] la momentul menționat este imposibil.Corespondență: 
Potemkin
 cu  
Ecaterina a II-a a Rusiei
[
6
]
[
7
]
```

Rușii au plecat din Puțeni și, în ciuda ploii și a drumurilor impracticabile  au traversat  25 de kilometri, traversând râul Bârlad la Tecuci, Suvorov intenționa să traverseze râul Siret pe ruta directă de la Tecuci la Focșani, în speranța că austriecii, conform angajamentelor făcute anterior între aliați, vor construi acolo un pod, dar datorită inundației Siretului, podul de pontoane austriac a fost construit  la Nicorești, cu 14 kilometri deasupra acelui punct, unde ajunsese corpul de armată rusesc. Această lucru l-a obligat pe Suvorov să urce pe râu spre Nicorești ceea ce a mărit lungimea marșului rusesc cu 30 de kilometri.  În ciuda ploilor abundente și a furtunii puternice, trupele au mărșăluit fără odihnă, prin noroiul care ajungea și până la la genunchi în unele locuri. Dar când au ajuns ala punctul de trecere au găsit întreaga zonă înconjurătoare  inundată de Siret,  și doar o singură unitate de cavalerie a reușit să treacă pe partea opusă a râului; restul trupelor au fost nevoite să se oprească. Rușii s-au adăpostit de furtună iar ofițerului de serviciu Kuris i s-a ordonat să refacă podul, care a fost finalizat după 12 ore, de soldați  cu ajutorul a câteva sute de localnici din satele din jur. În dimineața zilei de 9 septembrie, trupele au trecut pe partea dreaptă a Siretului pe un drum foarte prost, au traversat aproximativ 20 de kilometri și s-au așezat pentru noapte  lângă râul Putna; iar a doua zi au făcut alți 12 kilometri pentru a se întâlni cu austriecii.

Pe 19 septembrie in timpul unei operațiuni de recunoaștere pe râurile Râmna și Râmnic are loc o prima confruntare cu 2000 de spahii turci. În data de 20 Septembrie austriecii înaintează spre turci, dar realizând raportul de forțe de 6:1 decid să se retragă și să aștepte ajutorul rusesc.
"Nous avons franchi les marais, Votre pont est passé, je me dépêche par Fokczany pour me joindre au Corps de troupes sous les ordres de Votre Altesse avec 6 à 7000 Combattans y compris mes arnautes. Alexadre de Souworow
Am traversat mlaștinile, podul tău este distrus, mă grăbesc prin Focșani să mă alătur Corpului de trupe aflat sub ordinele Înălțimii Voastre, cu 6 până la 7000 de combatanți, inclusiv arnăuții mei. Alexadre de Souworow"
Prima intenție este de a retragerea trupelor către Focșani și organizarea unei fortificații, dar Suvorov a atras atenția asupra problemelor ridicate de retragere: lipsa proviziilor, probabilitatea scăzută de succes a unor forțe înconjurate de inamici de a rezista într-un punct fortificat. Suvorov susține in fața prințului Coburg necesitatea atacului imediat.  Pentru Suvorov un pas înapoi echivala cu moartea, toate acțiunile lui Suvorov erau prin natura lor și prin planificare pur ofensive, asta însemnând zdrobirea inamicului pe câmpul de luptă și apoi anihilarea totală a acestuia.
În calitate de comandant-șef al tuturor forțelor ruso-austriece de față, Suvorov a luat comanda armatei aliate. Forțele rusești constau în 9 batalioane de infanterie incomplete, 9 escadroane de carabinieri, 2 regimente de cazaci 'greci' și o mie de arnăuți(moldoveni înarmați), totalizând aproximativ 6,5 mii de oameni. Din totalul   forțelor rusești aproximativ 3400 erau forțe de cavalerie. Austriecii dispuneau de 10 batalioane de infanterie și 30 de escadrile de cavalerie și două detașamente de arnăuți. (în total aproximativ 18 mii de oameni incluzând arnăuți). Astfel, numărul de trupe combinate ruso-austriece a fost de aproximativ 25 de mii de soldați și ofițeri.
| Unități austriece la nivel de regiment: | Unități rusești la nivel de batalion: |
| --- | --- |
| - Regimentul de infanterie Kaiser - Regimentul de infanterie 7 Schröder - Regimentul de infanterie 56 von Wenzl Colloredo - Regimentul de grenadieri 12 Khevenhüller - Regimentul de grenadieri 3 Von Carl Toscana - Regimentul de grenadieri 49 Bellegrini(Pellegrin) - Regimentul de grenadieri 40 von Mittrowsky - Arnăuți - Regimentul Levenher Chevauxleger - Regimentul de husari Barco - Regimentul de husari Kaiser | - Batalionul muschetari Absheron - Batalionul muschetari Smolensk -Regimentul 25 infanterie Smolensk - Batalionul de grenadieri 11 - Batalionul de grenadieri 1 - Batalionul de grenadieri 2 - Batalionul de grenadieri 4 Rostov - Batalionul de grenadieri 5 Kiev - Batalionul de vânători 6 Belarusian (Белорусский егерский корпус) - Batalionul de vânători 7 - Cazaci polonezi - Arnăuți - Maior Sobolevsky |

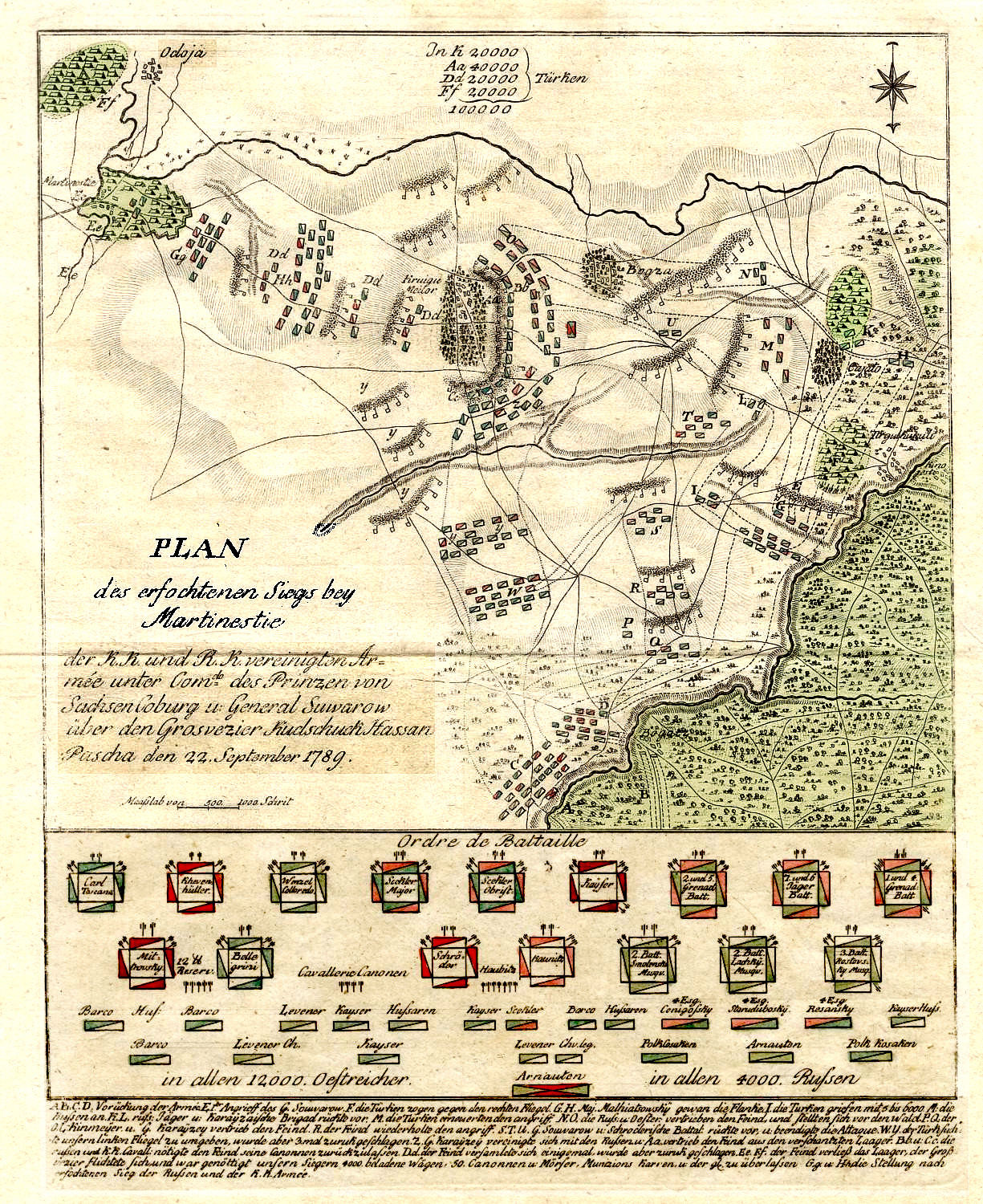
Ordinul de bătălie. Amplasamentul trupelor. Desfășurarea Bătăliei. Brăila direcția stânga sus. Direcția Focșani dreapta jos

## Planul de atac
"Victoria în această luptă periculoasă și dură cu turcii a fost obținută nu doar prin curajul, activitatea și baionetele infanteriei austriece și rusești, dar mai ales prin marea îndemânare militară a comandantului. Ordinele sale de a evita satul Bogza și de a-i alunga mai întâi pe turci din pădurea în care erau adăpostiți înainte de începerea atacului principal, au fost mult admirate și, mai ales, prudența sa de a nu-și jertfi infanteria într-un atac orbesc..."
Planul de atac al pozițiilor turce a fost elaborat de Suvorov pe baza datelor de recunoaștere.Însoțit de colonelul de serviciu Zolotukhin, maiorul Kuris și mai mulți cazaci, Suvorov a mers râul Râmna și a urcat într-un copac înalt pentru a observa mai bine zona. De aici a avut o vedere asupra uriașei armate turcești situate între râurile Râmnic și Râmna. Suvorov și Coburg au aflat că turcii s-au oprit și s-au poziționat în patru locuri fortificate: în apropierea satului Tîrgu-Cucului (astăzi Dumitrești) cu aproximativ 15 mii de trupe de avangarda, în pădurea de lângă Crângul Mieilor cu aproximativ cu 40 de mii de soldați, în apropiere de satul Mărtinesti (aproximativ 45 de mii) și peste râul Rimnik, lângă satul Odăi (astăzi Vâjâitoarea). Conform planului comandantului, formațiunile ruso-austriece urmau să treacă noaptea prin Râmna la sud de satul Ciorăști. După traversare, trupele ruse ar fi  trebuit să avanseze pe mal în direcția Tărgul Cucului, ridicându-se de-a lungul Râmnei și să atace detașamentului condus de Haji Pașa. În același timp, corpul austriac a primit ordin să ofere acoperire pentru partea din spate și flancul aliaților săi  ruși din partea Crângul Mieilor și să lanseze o ofensivă în această direcție. După ce a învins detașamentul comandat de Haji Pașa, trupele ruse au trebuit să schimbe frontul atacului și să înceapă să se deplaseze spre Bogza, iar în același timp austriecii au fost nevoiți să avanseze și la dreapta pentru a se apropia de unitățile lui Suvorov. După capturarea tunurilor de către un detașament al comandantului rus, aliații au atacat în comun pozițiile principale ale armatei sultanului. Învingând turcii,

## Bătălia

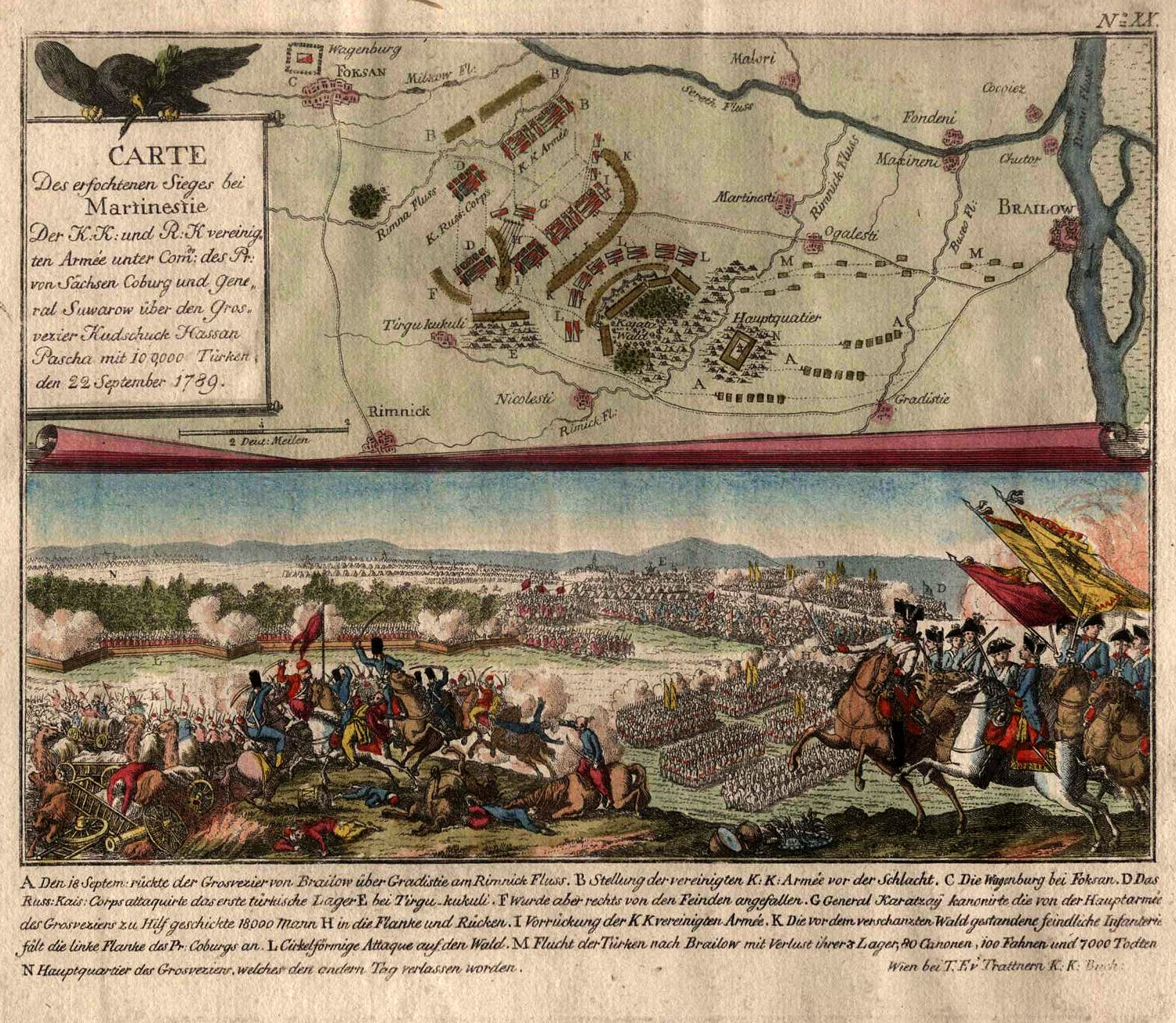
Batalia de la Mărtinești. Desfășurarea de forțe. Ilustrarea tacticii de pozitionare in carouri. Fortul turcesc. Si fortificațiile de care.

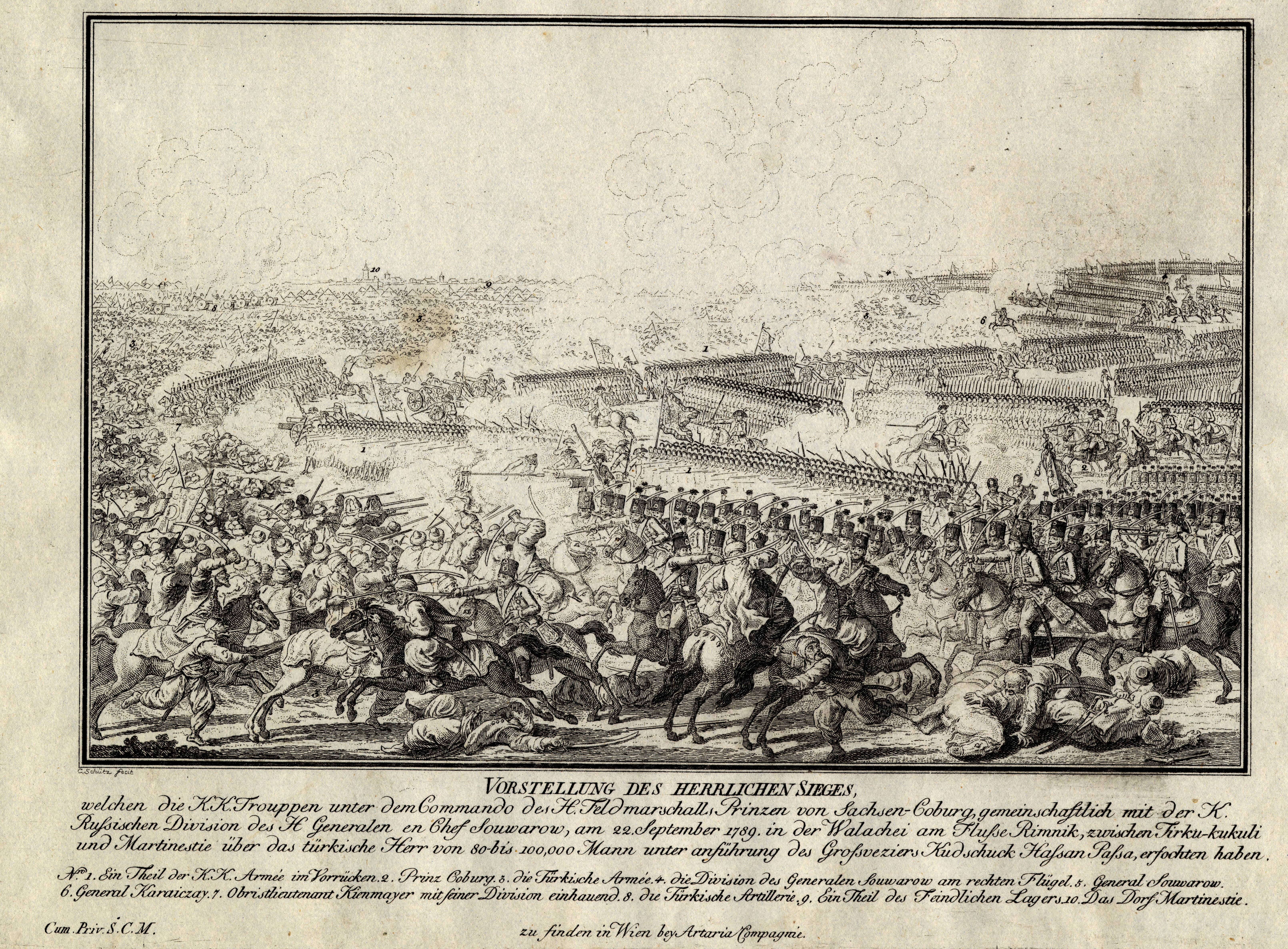
Legenda 2. Coburg 3.Armata Turcă 4.Divizia lui Suvorov 5. Suvorov 6.Andrey Karachay 7.Kienmayer 8.Artileria Turcă 10 Satul Mărtinești

Forțele aliate au fost împărțite în două coloane, inițial atât forțele rusești cât și cele austriece erau organizate pe trei linii.  Poziția ocupată de turci era suficient favorabilă pentru desfășurarea forțelor superioare ale armatei turce, proprietățile terenului corespundeau elementului principal armatei sultanului: cavaleria, care putea folosi râurile din zonă ca direcții excelente de pornire pentru atacuri. La dispoziția infanteriei otomane se aflau punctele fortificate din pădurile Căiata și Crângul Mieilor și satul Bogza.

### Târgul Cucului
Tabăra Târgul Cucului era bine amplasată la altitudine joasă flancată de râul Râmna și pădurea Căiata iar centrul era apărat de o baterie de 12 tunuri, pe direcția de atac  a rușilor era o râpă adâncă. Prima linie a infanteriei ruse era comandată de generalul-major Poznyakov, a doua de brigadierul Westfalen, iar cea de cavalerie de brigadă Burnashov. Detașamentul de husari comandat de maiorul general Andrey Karachai a fost alocat pentru coordonarea cu restul trupelor aliate.
Avansul forțelor aliate în două coloane a început în noaptea de 11 septembrie (22) . După ce au trecut peste Râmna, trupele ruse au trecut în ofensivă la ora 6 dimineața după ce au făcut un marș de noapte de 14 kilometri. Apropiindu-se la o distanță de 1,5 km față de linia de apărare a turcilor din tabăra din Târgul Cucului, trupele au intrat sub foc de artilerie. Suprimând artileria și respingând atacul cavaleriei turcești, trupele Suvorov după o luptă intensă au capturat tabăra Târgul Cucului, forțându-i pe turci să fugă spre râul Râmnic. La Târgul Cucului în calea soldaților era o râpă îngustă, singura cale de acces spre tabăra otomană. Pentru a trece fiecare regiment trebuia să-și aștepte rândul. Regimentul de grenadieri  a atacat primul tabăra turcească la baionetă urmat de regimentul Apsheron în tipul contraatacului turcesc a traversat râpa și regimentul Smolensk care a deschis focul asupra turcilor. Rezultatul a fost capturarea artileriei otomane.Cazacii si arnăuții exterminau rămășițele forțelor turce care se retrăgeau spre Râmnicul Sărat. Cavaleria Otomană era staționată în pădurea Căiata. Acesta a atacat sprijinită de infanterie sperând sa lovească în flanc trupele rusești care traversau râpa. Tactica folosita pentru respingerea atacurilor de cavalerie a constat în adoptarea formațiunii caro-uri de infanterie pentru a respinge pe contraatac masiva cavalerie otomană. După capturarea primei tabere, trupele ruse și-au continuat ofensiva până în satul Bogza. Între timp, trupele austriece au respins atacul cavaleriei turcești de 15.000 de oameni, care căuta să separe forțele aliate, venite din satul Bogza, prin două pârâuri care ajungeau in flancurile adiacente ale lui Suvorov și Coburg. Philipp Sigmund Freiherr Wolfskeel von Reichenberg care comanda un escadron de dragoni din regimentul 14 Leveneur, regiment alocat forțelor conduse de Suvorov, a străpuns flancul stâng al apărării turce fără pierderi deși raportul de forțe era de 10 la 1.
Rușii au folosit artileria pentru a slăbi forțele turcești care atacau armata austriacă. Generalul maior Andreas Karaczay (Andrey Karachay in anumite izvoare istorice)  s-a repezit la atac de șapte ori și a fost respins de șapte ori. Comandantul rus l-a întărit cu două batalioane. Abia după-amiaza, epuizați, turcii au navigat în pădurea Kryng-Meylorsky, unde erau deja cincisprezece mii de ieniceri.  Suvorov i-a mulțumit personal lui Wolfskeel pentru acțiune iar regele Leopold l-a decorat personal cu ordinul Maria Tereza în rang de cavaler.

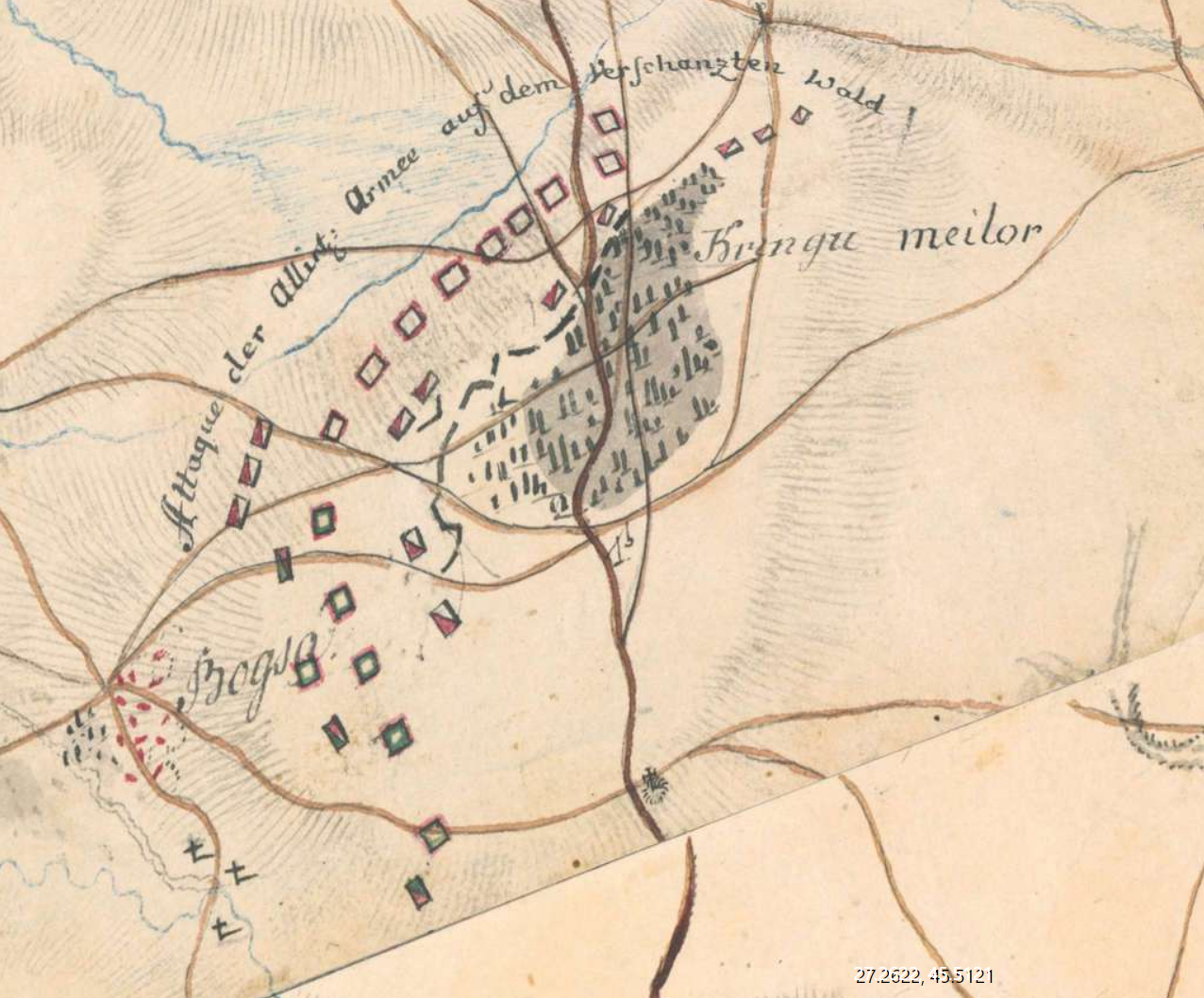
Amplasamentul trupelor. Tabăra fortificată Crângul Mieilor. Armata Austriacă dispune de 10 careuri de infanterie (figurate cu roșu) iar trupele ruse se regrupează în 4 careuri (reprezentate cu verde).

### Crângul Mieilor
Terenul de lângă Crăngul Mieilor era în general plat cu excepția unor morminte străvechi numite movile,iar vegetația abundent alterna între porumb și tufe spinoase.

Comandantul austriac l-a informat pe  Suvorov de maniera în care intenționa sa conducă atacul împotriva pădurii în care erau fortificați turcii, și a comunicat în același timp cu corpul de armata galițian. Suvarov s-a grăbit să execute ordinul. Patru careuri de infanterie și cavaleria au pornit în marș. Divizia ruseasca a atacat spahii din Bogza și i-a respins spre padure și Martinești. 
După ce au capturat fortificațiile turce din apropierea satului Bogza, trupele lui Suvorov și-au unit forțele cu cele austriece.  
Ca și prin acord, bătălia a încetat temporar. Profitând de apropierea fântânilor, Suvorov le-a dat trupelor sale epuizate o jumătate de oră de odihnă. Asta a permis restului cavaleriei austriece, destabilizate de atacul cavaleriei turce, să se regrupeze pentru contraatac.
După o jumătate de oră de odihnă, la trei după-amiază a început un atac în tabăra principală a turcilor de lângă pădurea Crângul Mieilor. Unitățile austriece au atacat centrul poziției turcilor, unde a avut loc o luptă lungă. În acest moment, Suvorov cu trupele sale s-au dus pe flancul lui Yusuf Pașa. Văzând că fortificațiile din această secțiune erau neterminate, a decis instantaneu să atace pozițiile turcești cu cavaleria. Cavaleria trecut prin fortificații și a intrat în tabăra turcească, urmată de infanterie, care a început să măcelărească soldații turci. Printre aceștia, a început panica, au început să se retragă la întâmplare către trecerea de lângă Mărtinești, urmărită de trupele ruse, care au intrat în tabără după retragere.

### Mărtinești
Încercarea lui Yusuf Pașa de a organiza apărarea traversării a eșuat: apărătorii săi au fost îndepărtați de un număr imens de soldați turci care se retrăgeau în panică. În timpul busculadei au murit înecați mii de turci. În timpul retragerii, trupele turce au suferit mai multe victime decât în timpul bătăliei. O parte semnificativă a trupelor s-a dispersat, urmărită de trupele ruse. O altă variantă a momentului retragerii turcilor prezintă distrugerea podului ca una deliberată:
Marele Vizir, traversând râul cu avangarda, a ordonat distrugerea podului. O armată uriașă a fost abandonată în voia sorții. Copleșiți de frica cazacilor și a husarilor care îi urmăreau (în realitate nimeni nu i-a urmărit), turcii s-au grăbit să înoate cu forța râul sau să traverseze cu plutele. Când restul armatei turce a traversat  râul, vizirul era deja la jumătatea drumului spre sediul său din Brăila. Doar 15 mii de soldați complet demoralizați au ajuns la Brăila și Măcin. O parte din căruțele otomane, provizii și vite, sub ele au fost jefuite de localnici "păroși".
Într-o bătălie care a durat doar câteva ore, forțele aliate ruso-austriece numărând 25.000 de oameni, au înfrânt 100.000 de soldați otomani, provocându-le pierderi grele.  Arhivat în 5 septembrie 2017, la Wayback Machine. Turcii au fost ajunși în retragere cam pe la podul spre Vâjâietoarea,de pe râul Slimnic (balta) și tocați fără milă. Turcii lui Hasan și muntenii lui Mavrogheni au pierdut în lupta de la Mărtinești circa 20 000 oameni, 68 tunuri și 100 steaguri. Alte surse dau următoarele cifre: nu au fost luați prizonieri și au fost capturate 300 de cămile, 400 de boi, 5000 de căruțe pline cu echipament, 3000 de corturi, 6 mortiere, 17 tunuri grele, 64 de piese de artilerie, 100 de steaguri, și cantități impresionante de muniție.  Probabil o mica parte din prada de război, incluzând materiale capturate din cortul marelui vizir, este expusa in muzeul Veste Coburg.
Pentru a duce vestea victoriei in Austria a fost ales Michael von Kienmayer, cel care câteva luni mai tarziu va cuceri Bucureștiul si îl va captura pe Yussuf Pasa.

## Victime
Cu pierderi minime de aproximativ 700 de oameni, Suvorov a provocat aproximativ 20-50.000 victime în tabăra turcilor, care s-au retras complet din Principatele Dunărene. În afară de pierderile foarte grele suferite, turcii au pierdut și toată artileria, precum și tot calabalâcul. După alte surse istorice se consideră că aliații au avut 617 victime iar pierderile turcești sunt cuantificate astfel:7000 de turci au murit în fortificații,3000 au fost răniți, și peste 8000 au murit înecați.

## Consecințe
În urma victoriei din această bătălie, împăratul Iosif al II-lea i-a acordat titlul de „conte al Sfântului Imperiu German” generalului rus Aleksandr Suvorov, iar împărăteasa Rusiei, Ecaterina cea Mare, i-a acordat titlul de „Conte de Râmnic” (în rusă :граф Рымникский, Graf Rîmnikski). Pe de altă parte, vizirul otoman Cenaze Hasan Pașa a fost demis pe 2 decembrie 1789, după înfrângerea suferită. În același timp, Habsburgii au ocupat toată Țara Românească până la terminarea războiului, iar domnitorul Nicolae Mavrogheni a fugit din București la 26 octombrie 1789.
William Hunter care a a avut ocazia sa ia contact cu realitățile valahe postbelice (prin raportare la războiul austro-ruso-turc desfășurat între 1787-1792, recent încheiat la acea dată), menționează faptul că localitatea Râmnicu Sărat înainte de război fusese un oraș considerabil, constând din șase sau șapte sute de case, pe care turcii, înainte de retragerea lor, dintr-un pur capriciu, le-au redus la cincizeci. Un caz perfect similar este reprezentat de orașul Buzău. Călătorul englez este informat de ispravnicul de Buzău (în casa căruia înnoptează într-o seară) că în orașul Buzău se aflau cu doi ani în urmă, adică la 1790, mai bine de două mii de case și că orașul fusese adus în starea unui sat nenorocit așa cum se prezenta la momentul vorbirii (în 1792) de către turci care, înainte de a părăsi orașul, i-au dat foc și i-au jefuit pe locuitori.
Bătălia fost de asemeni o lovitură foarte grea în logistica armatei otomane, numărul mare de animalele și caii capturați au făcut ca armata otomană să sufere mari deficiențe de recuperare a stocului de animale. Eforturile lui Selim au rezolvat doar parțial această problemă.

## Trupele autohtone
„In ce priveste caracterul national al trupelor lui Mavrogheni, izvoare contemporane socot 4000 de Arnauti,(3000infanterie),2000 de «Romani turci»(sic!)(1500 infanterie),2000 de«Romani creștini»(1.5000 infanterie),4000 de Bulgari(3000infanterie),4000 de Tatari,cu 800 de tunuri,servite de 200 de ostasi(3).Si un cronicar contemporan,de la Ramnic,clisiarhul Episcopiei, Dionisie, admira aceasta oaste:«Ca facuse capitani cu steaguri frumoase,zugravite cu sfinti,imbracand capitani cu capoduri domnesti,dandu-le si lefi,numind capitania lui Sfeti Gheorghie si a lui Sfeti Dimitrie si a lui Sfeti Teodor Tiron,si altor sfinti;era,si capitani de Arnauti cu Turciamestecati»”—Nicolae Iorga

## Galerie

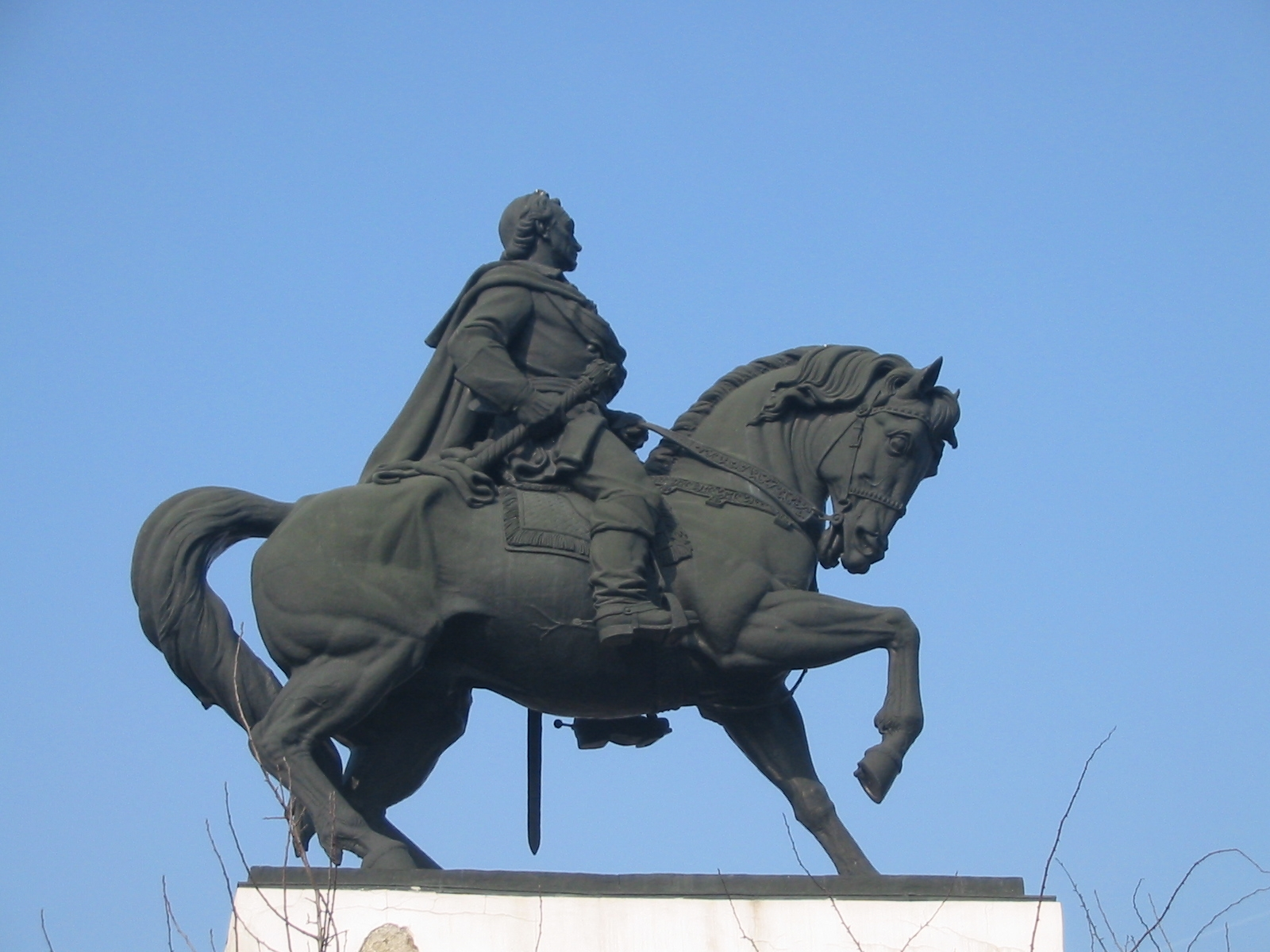
Monumentul lui Suvorov din Dumbrăveni
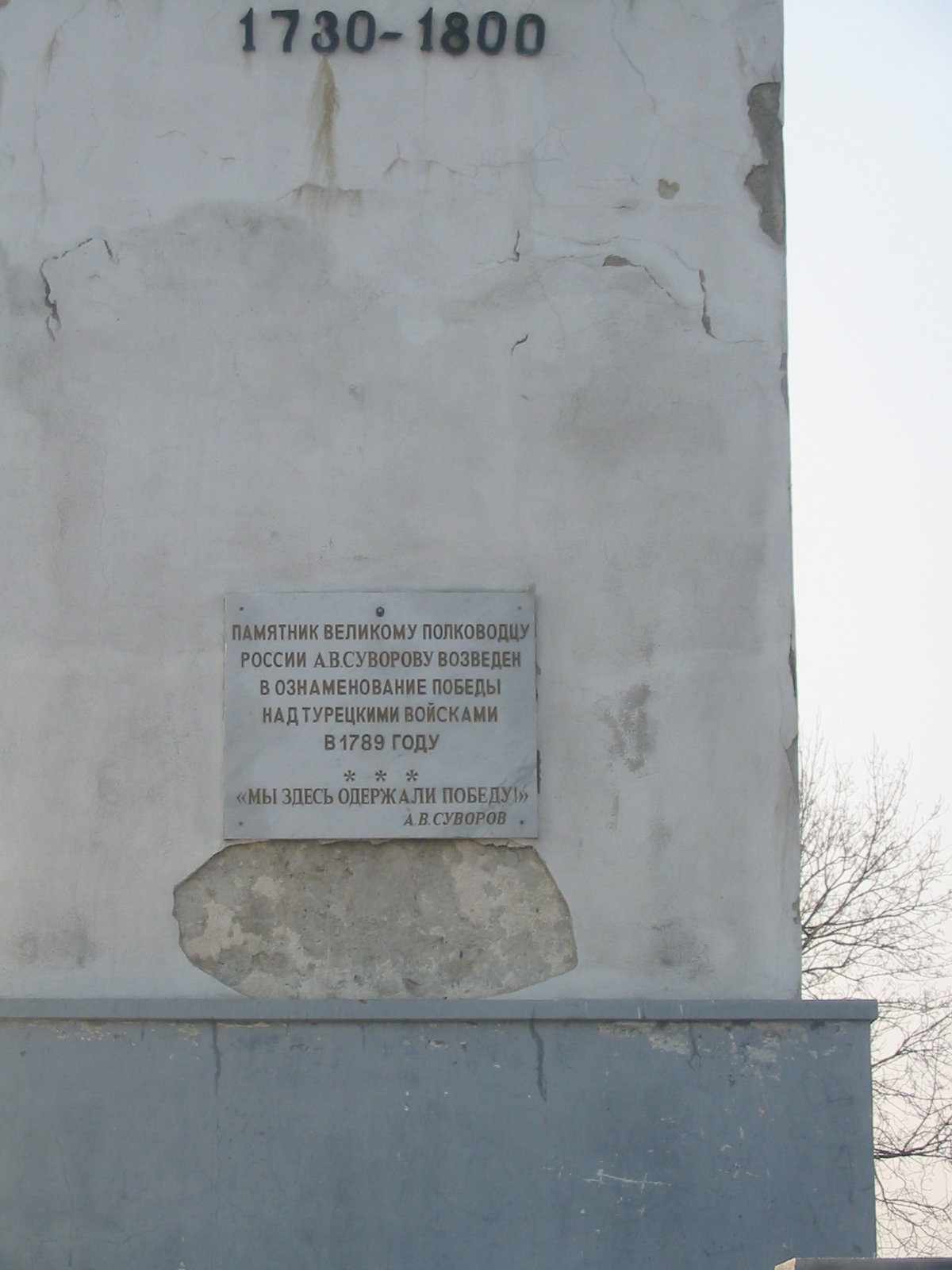
Monumentul lui Suvorov (detaliu)
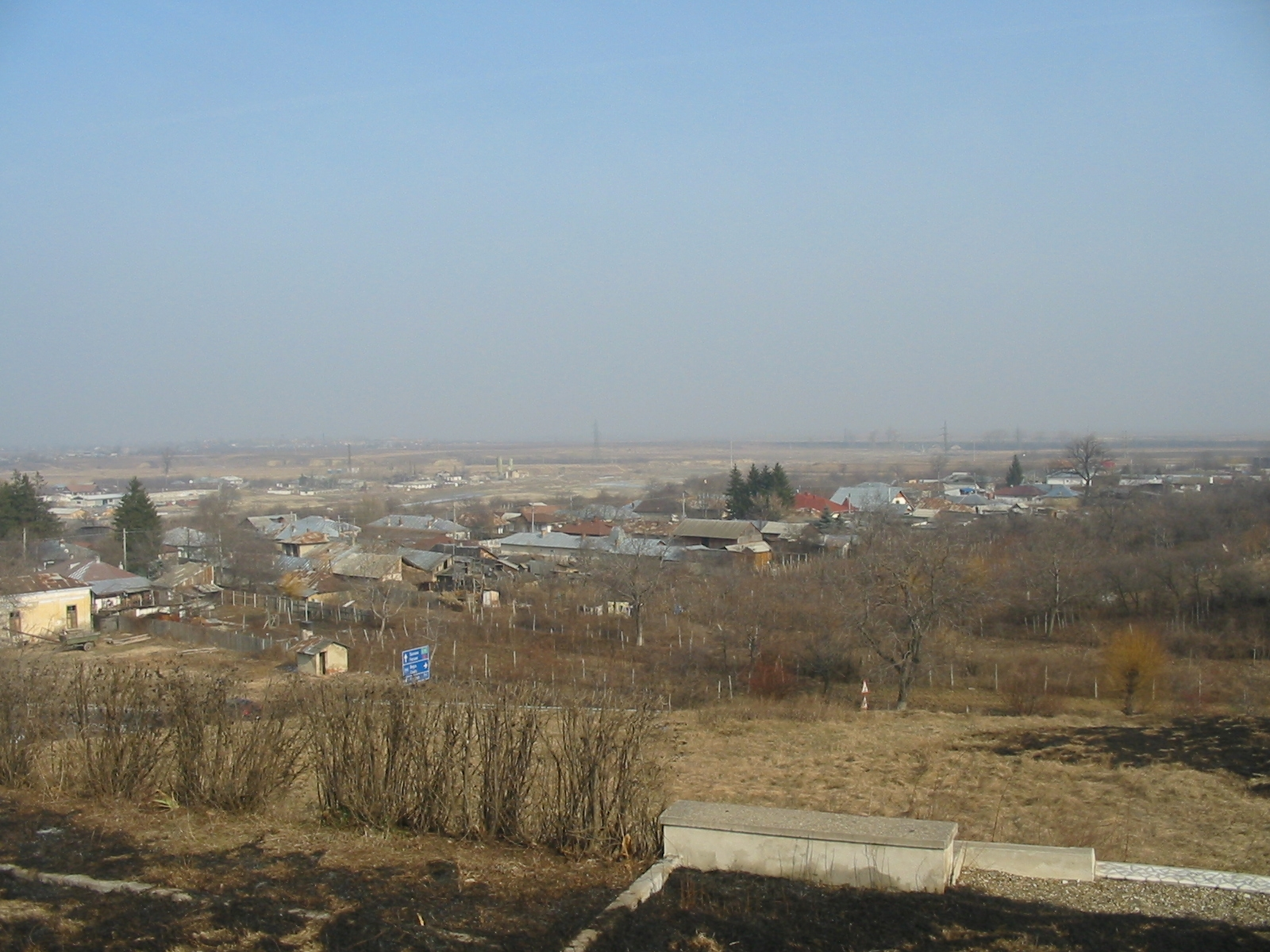
Locul bătăliei în prezent
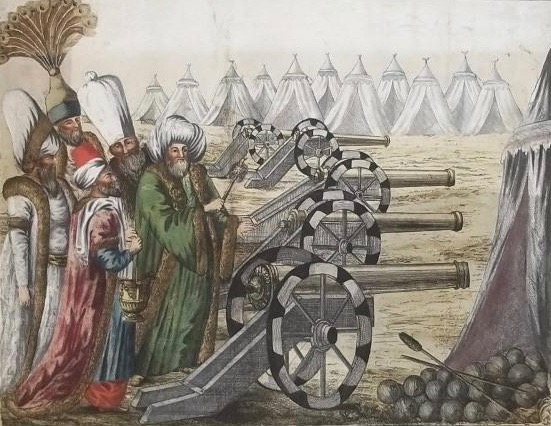
Muftii stropesc tunurile cu apa de trandafiri
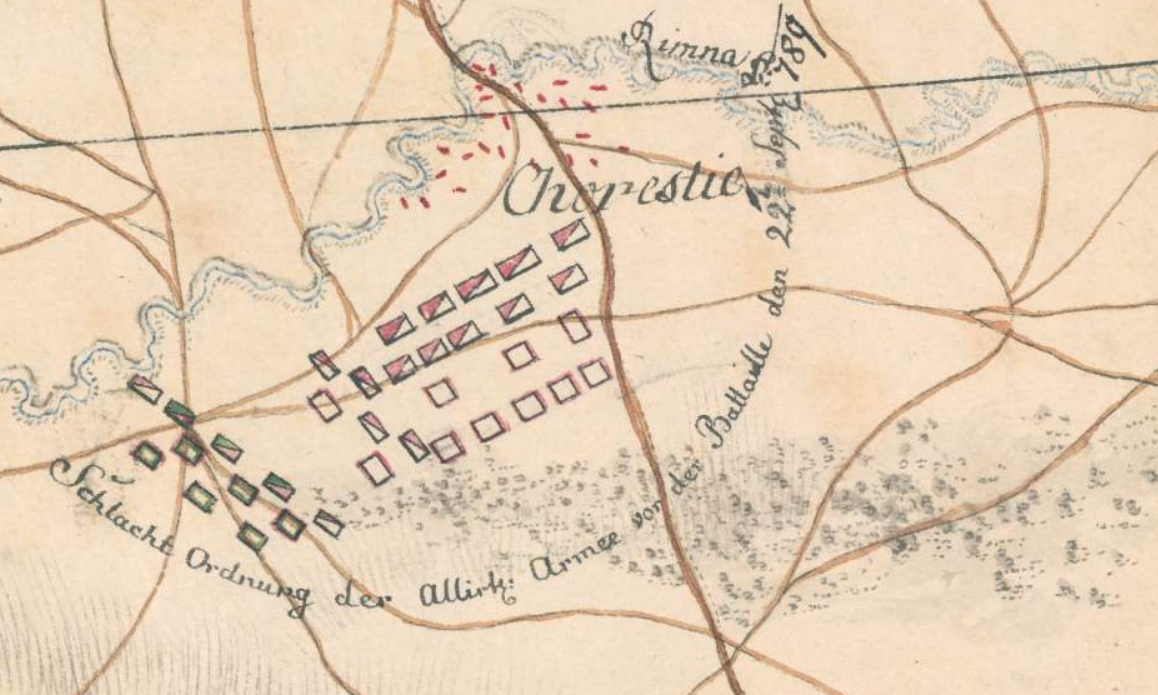
Trecerea Ramnei
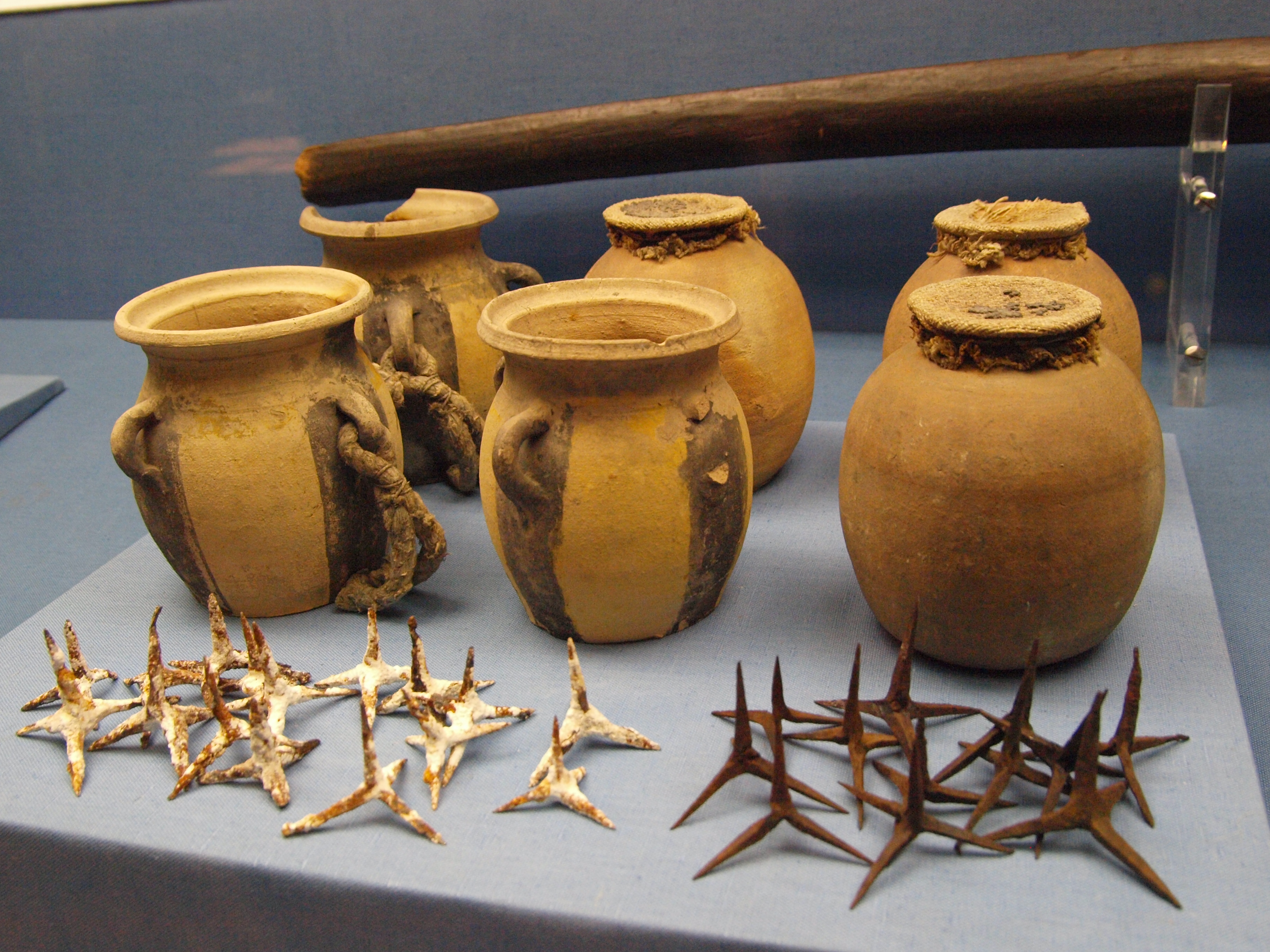
Artefacte expuse in muzeul Veste- Coburg
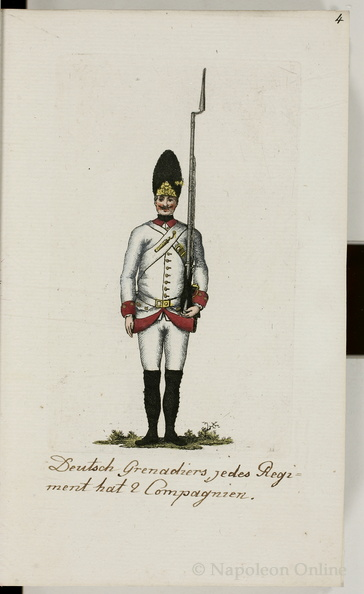
Grenadier Austriac
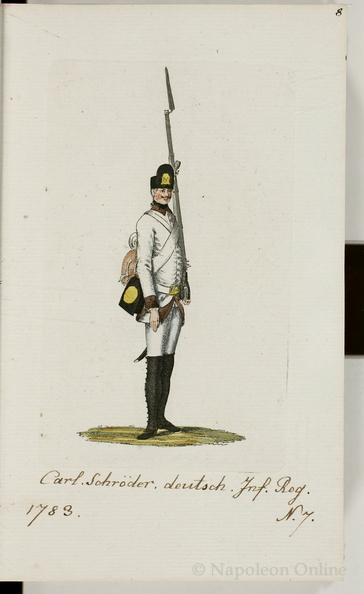
Uniforma Regiment Nr. 7 Schröder
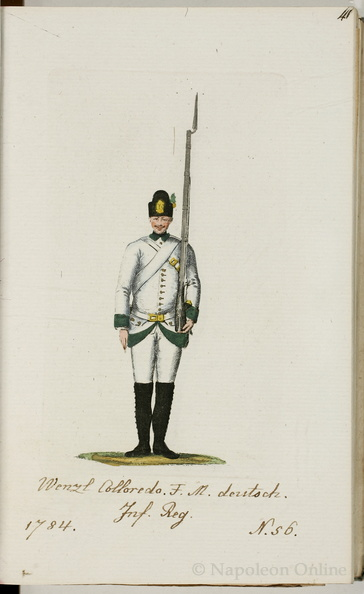
Regiment Nr. 56 Wenzel Colloredo
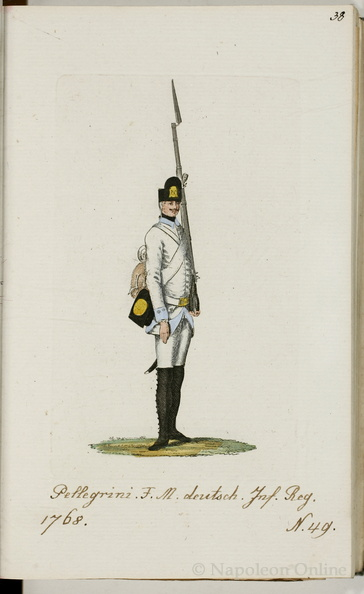
Regiment Nr. 49 Pellegrini
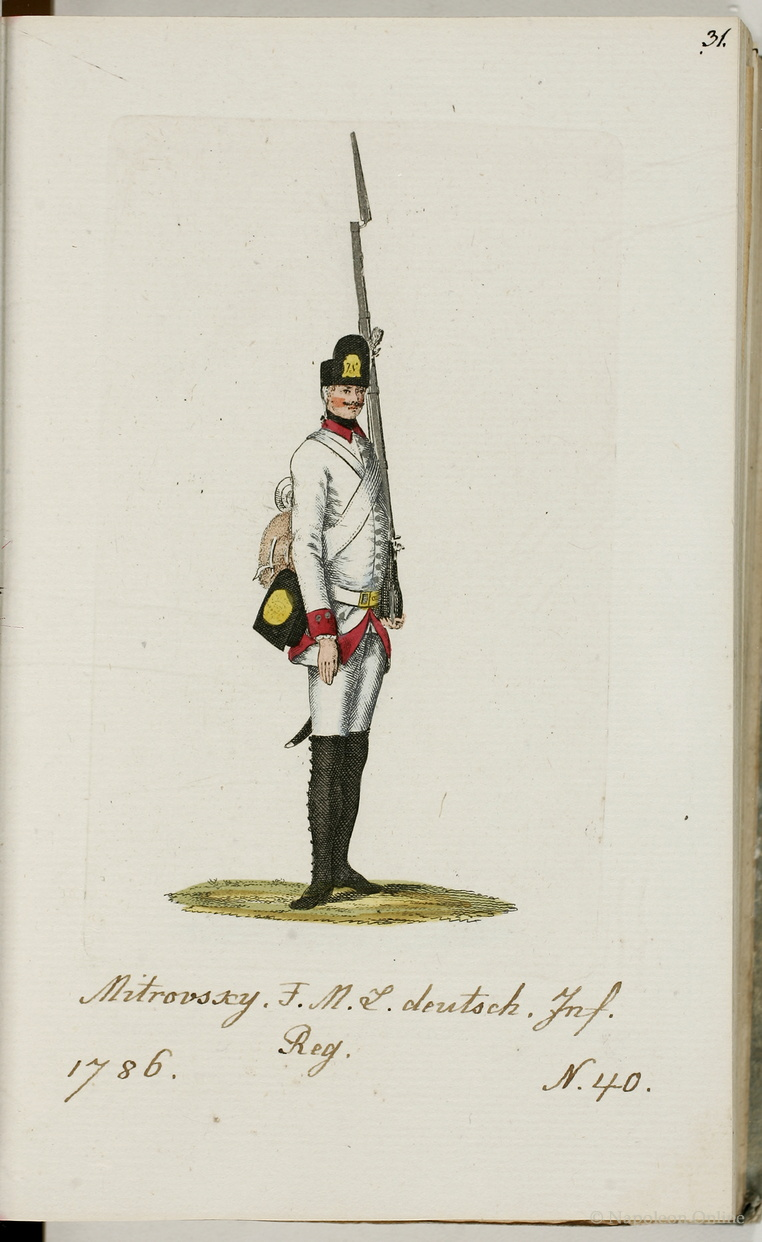
Regiment Nr. 40 Mittrowsky.jpg
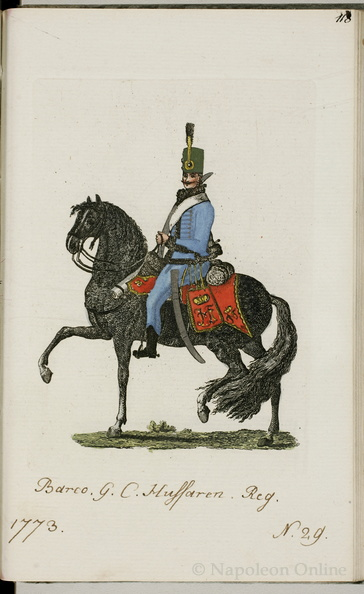
Regiment Barcó
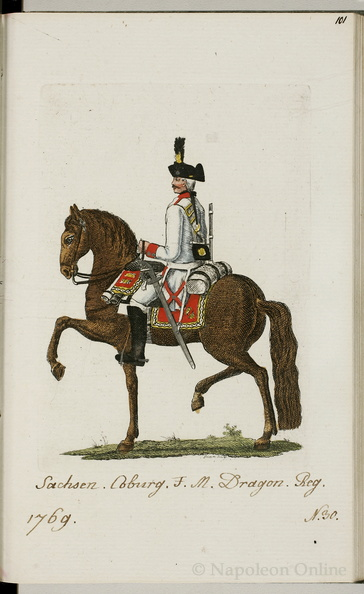
Regiment Sachsen-Coburg-Saalfeld
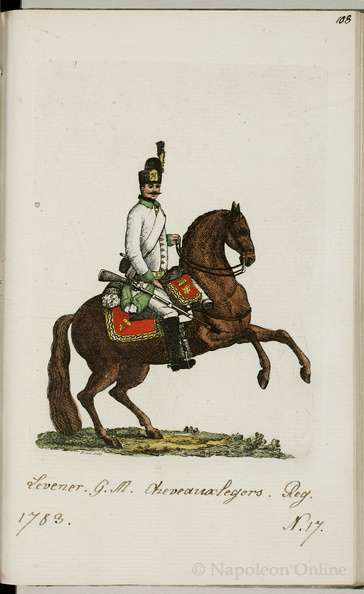
Regiment Levenehr
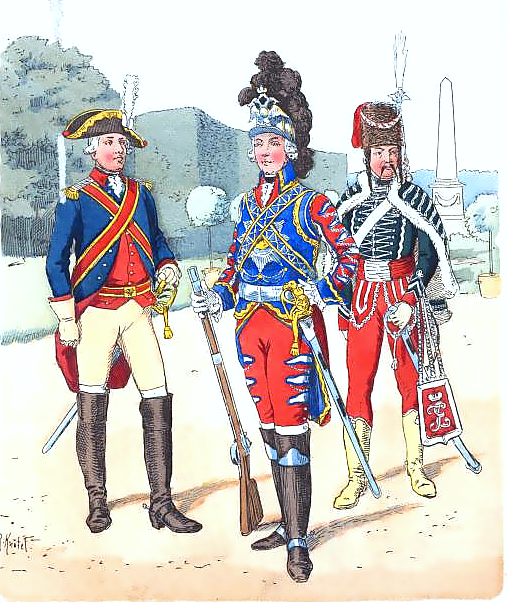
Uniforme rusesti
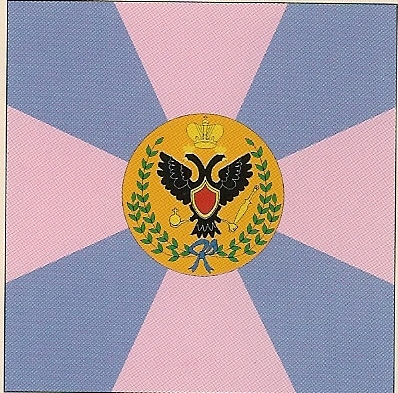
Steagul de lupta al muschetarilor din regimentul Apsheron
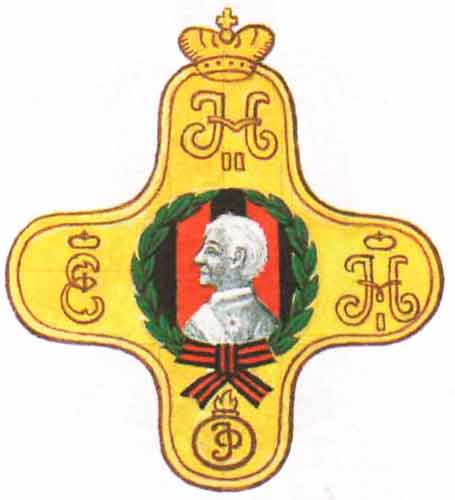
Insigna grenadierilor din Fanagory
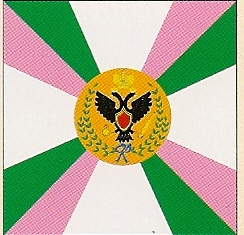
Steagul de lupta al grenadierilor din regimentul Fanagoriya
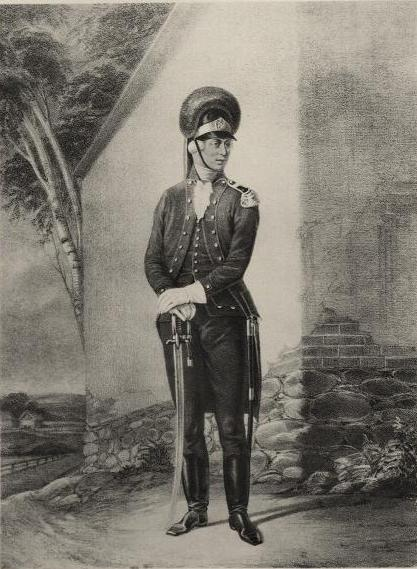
Uniformă din regimentul de vânători Belarus
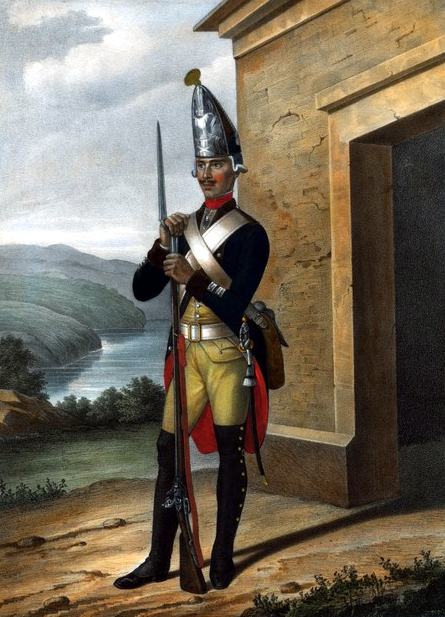
Uniformă din regimentul Smolensk
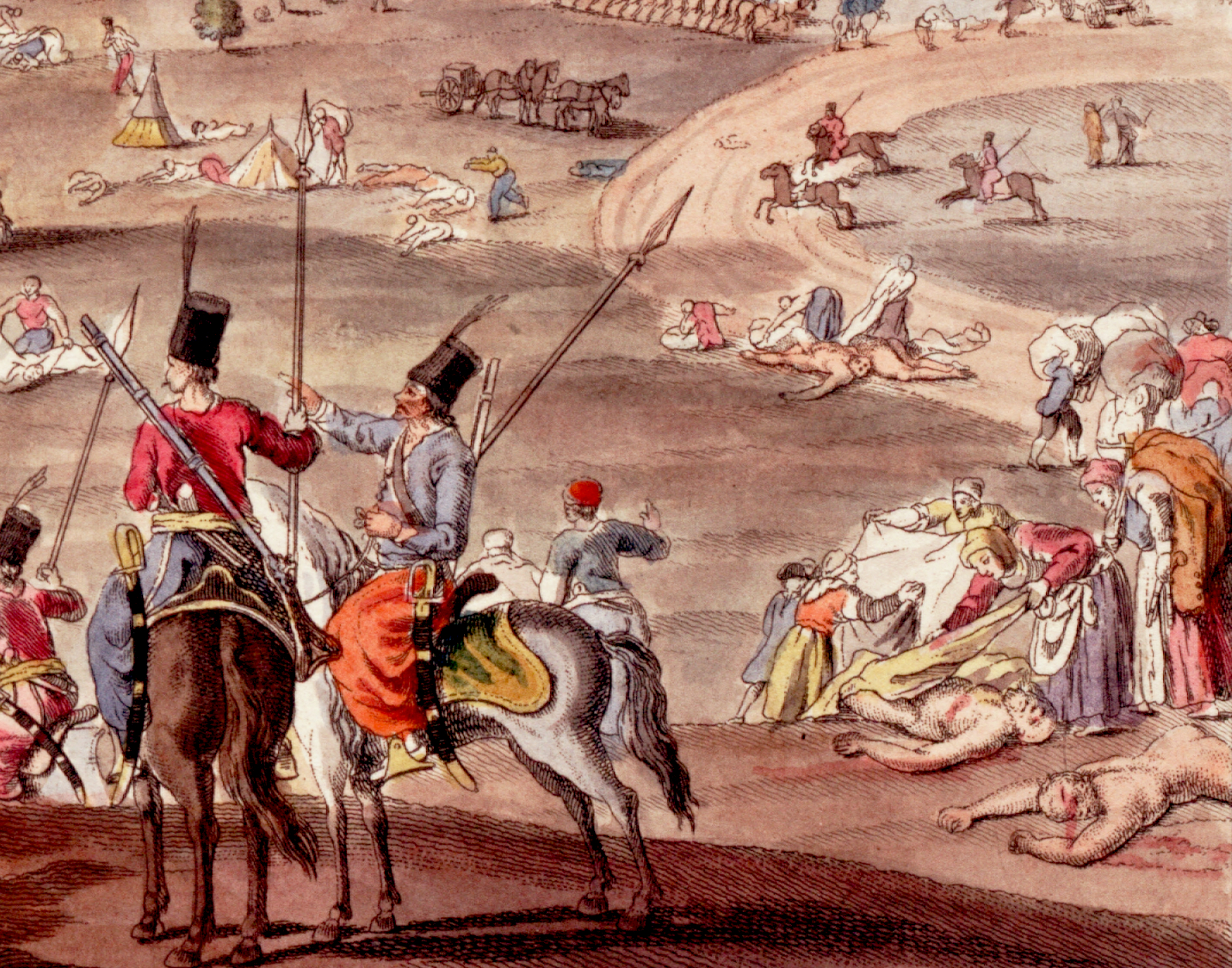
Trupe auxiliare și dezbrăcarea cadavrelor
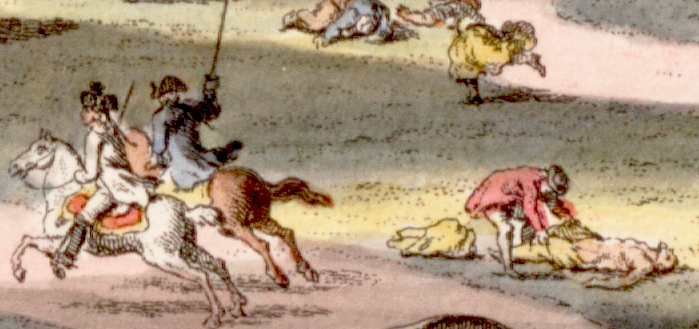
Soldat cazut pe câmpul de luptă
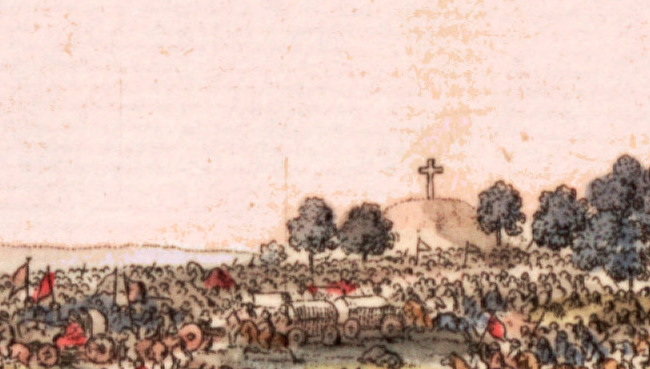
Crangul Mieilor "Movila-Mohila_Mogila" Mormant Megalitic de unde marele vizir urmărea bătălia.

## Decorații și ordine militare

### Ordinul Sf. Andrei Cu Diamante

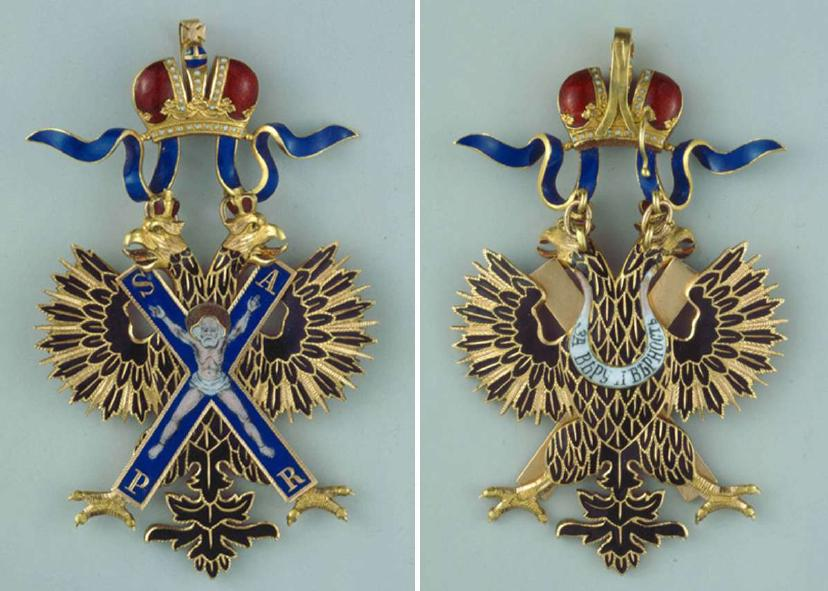
Ordinul Sf. Andrei Cu Diamante

Alexander Suvorov

### Ordinul Maria Tereza in grad de cavaler

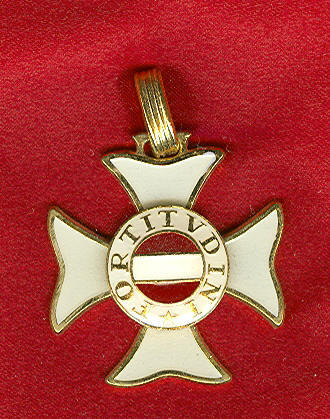
Ordinul Maria Tereza

ROOS Andreas Freih.- Martinesti 22. Sept.
Borwitz Franz - Martinesti 22. Sept. Khevenhttller-Inf. (IR. 12)
Fischer v. Ehrenbach Wilhelm - Martinesti  22. Sept 
Mahony Wilhelm  Martinesti 22. Sept. cu Rittm. Erzher Franz-Carab.-Reg. (Drag.- Reg. 1).
Wolfskeel v. Reiohenberg Sigmund Freih.-Martinesti 22. Sept. als Rittm. Levettehr-Chev. (aufgelöstes Drag. -Reg. 4)
Lanfrey Autou Freih.-Martinesti  Ingenieur-Corps

## Bătălia de la Râmnic în literatură
Rakovskij L.I. Generalissimus Suvorov./Suvorov: Rakovsky LI. Generalissimo Suvorov.

## Bătălia de la Râmnic în muzică
- Coburger Marsch – die Symphonie La Bataille de Martinesti à la gloire de S.A. le Prince de Saxe-Coburg von Franz Neubauer (1750–1795) Sau "la bataille" https://www.allmusic.com/album/franz-christoph-neubauer-symphony-la-bataille-cello-concerto-in-b-major-mw0001404183[32][33]
- Werk Die Schlacht bei Martinestie von Paul Wranitzky (1756–1808)
- Das Schauspiel Die Schlacht bei Focksan schrieb Friedrich Hofmann 1838
- Mozart Der Sieg vom Helden Coburg KV 587  https://www.youtube.com/watch?v=CpICNuRjOgo